# Jordanów

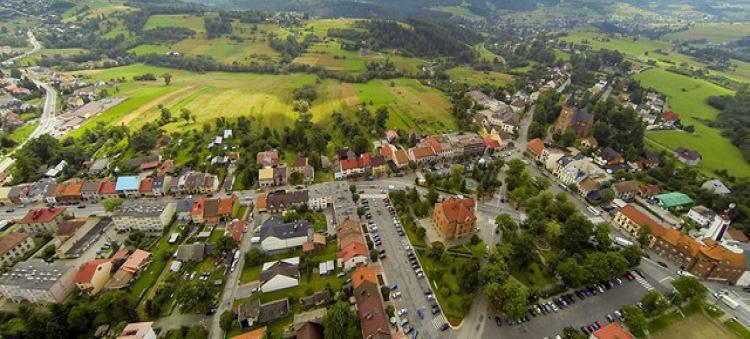
Ortskern aus der Vogelperspektive

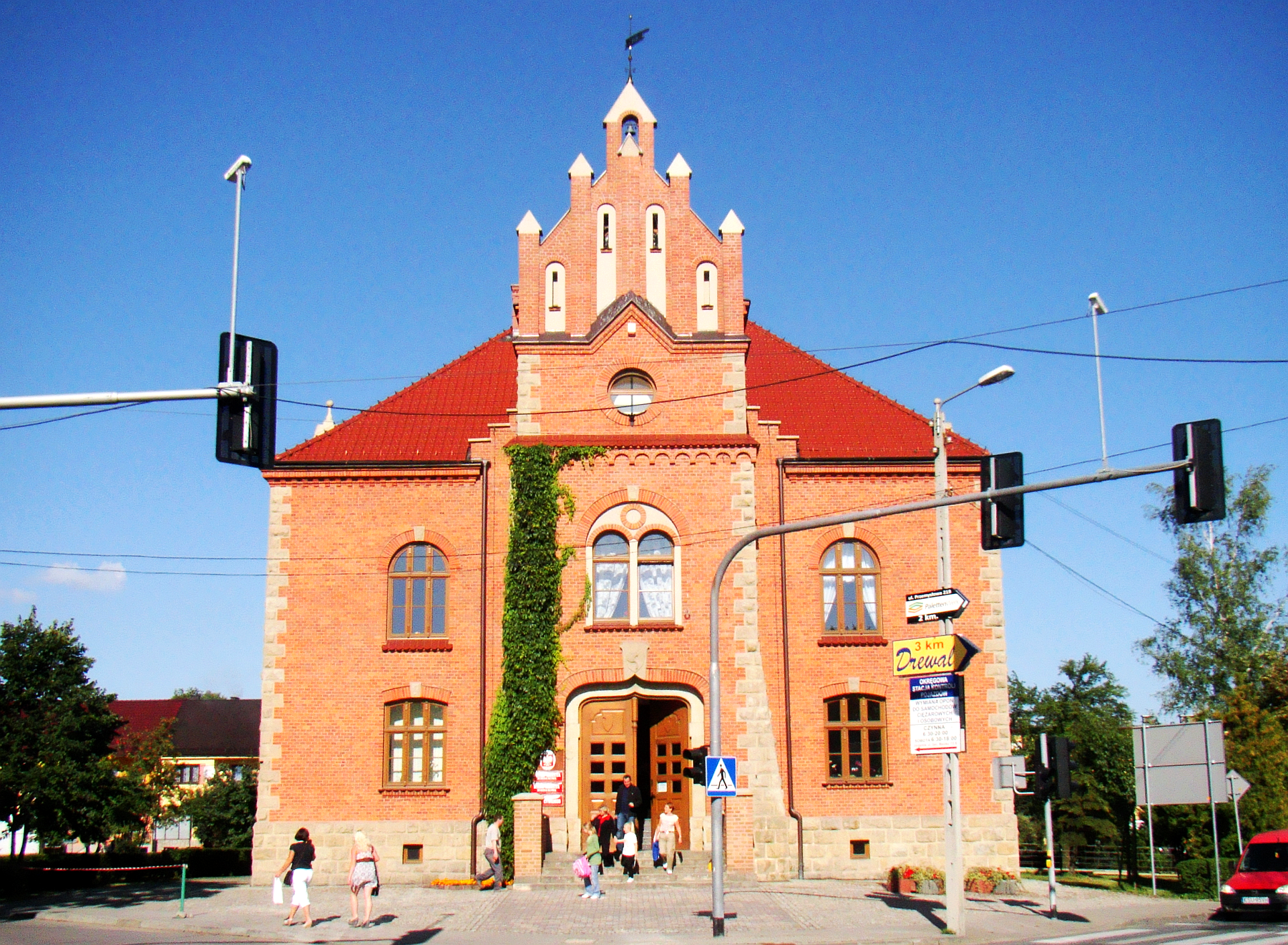
Rathaus von Jordanów

Jordanów ist eine Stadt im Powiat Suski in der Wojewodschaft Kleinpolen, Polen. Sie ist auch Sitz der gleichnamigen Landgemeinde (gmina wiejska), der die Stadt aber nicht angehört.

## Geographie
Jordanów liegt ca. 46 km südlich von Krakau am Fluss Skawa am Fuß der Beskid Makowski im Rabka Becken. Die Stadt hat eine Fläche von 20,00 km², von der 57 % landwirtschaftlich  genutzt werden und 34 % mit Wald bedeckt sind.

## Geschichte
Die Stadt wurde im Jahr 1564 von Spytek Jordan gegründet. In der Folgezeit wurde die Stadt ein wichtiger Handelsplatz. Die Handelsgüter waren zumeist Salz, Hausrinder und/oder Stoffe. Die Stadt gewann immer mehr an Bedeutung, da sie an der sogenannten Salzstraße zwischen Krakau und Wieliczka lag beziehungsweise liegt. Krakau war zum damaligen Zeitpunkt noch die Hauptstadt des Königreichs Polen und in Wieliczka befanden sich sehr große Salzvorkommen. Da Salz aufgrund seines damaligen Wertes auch „das weiße Gold“ genannt wurde, lässt sich die damalige strategisch gute Lage gut nachvollziehen.
Die Stadt wurde aufgrund ihrer Wichtigkeit eine eigene Grafschaft und kam in den Besitz des Adelsgeschlechts der Trąby. Die Grafen von Jordanów nannten sich nun Jordanowski.
Von 1975 bis 1998 gehörte die Stadt zur Woiwodschaft Nowy Sącz.

## Landgemeinde Jordanów
Jordanów ist Sitz einer Landgemeinde gleichen Namens, ist aber selber nicht Teil dieser. Die Landgemeinde hat eine Fläche von 92,6 km² auf der 11.240 Menschen leben (31. Dezember 2020).

## Verkehr
Am Ortsrand verläuft die Schnellstraße Zakopianka (S7), die Krakau mit Zakopane verbindet.

## Städtepartnerschaften
- Askersund, Schweden[4]
- Dukla, Polen